# Cordillera submarina de Carnegie

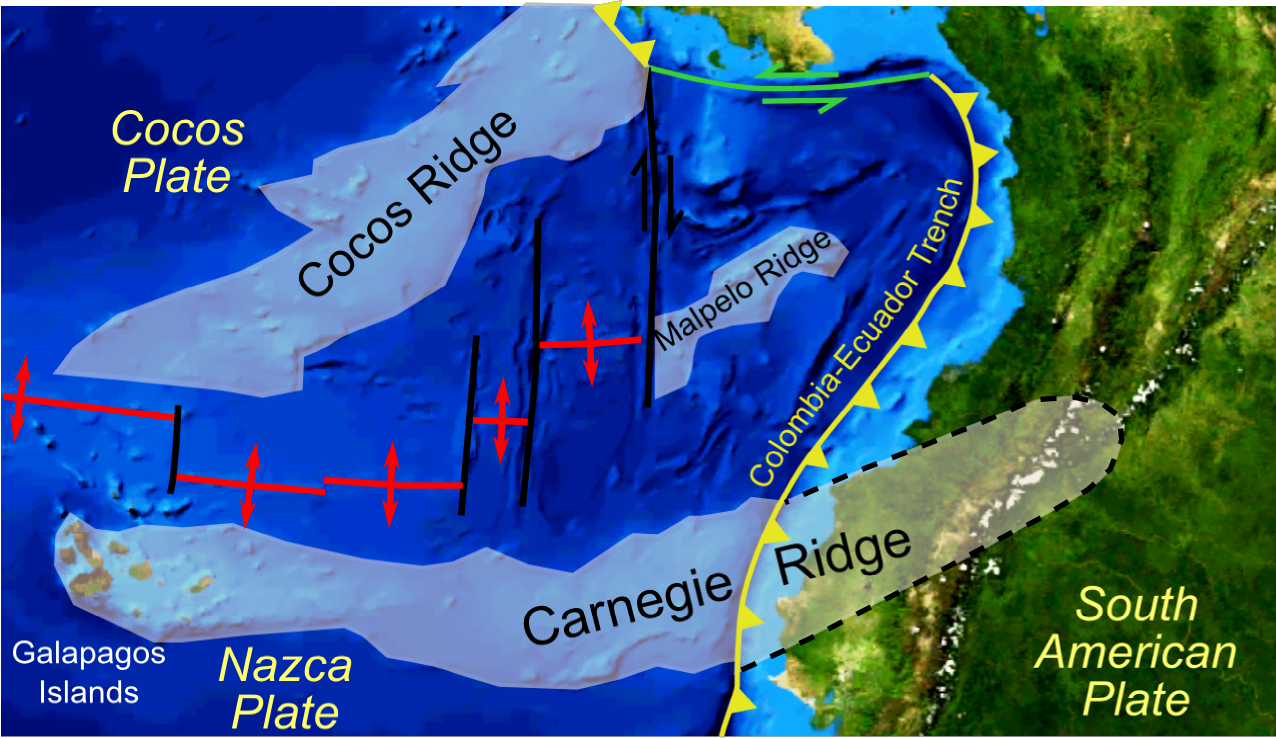
La dorsal de Galápagos en rojo entre las dorsales asísmicas de Carnegie y Cocos.

La cordillera submarina de Carnegie es una dorsal asísmica ubicada en el océano Pacífico entre las costas de
Ecuador y las islas Galápagos. La cordillera de Carnegie es de origen volcánico y es resultado del movimiento de
la placa de Nazca sobre el punto caliente de Galápagos, el mismo que hoy en día genera el vulcanismo en las
islas Galápagos. En otras palabras a medida que los antiguos volcanes de Galápagos se alejan del punto caliente
que es su fuente de magma la erosión los reduce de altura formando una cadena submarina de volcanes extintos. Su nombre se debe al barco científico que la descubrió en 1929, el Carnegie.

## Localización
Es una prolongación del punto caliente de las Islas Galápagos y se extiende 9 km hasta la fosa Colombo-Ecuatoriana.
Un porcentaje se encuentra incluido dentro de aguas territoriales ecuatorianas, sin embargo una parte se encuentra en aguas internacionales. Esta zona estará sujeta a presentación a la Comisión de Límites de la Plataforma Continental.